# Еуґен Лунде
Еуґен Лунде (норв. Eugen Lunde, 18 травня 1887 — 17 червня 1963) — норвезький яхтсмен.
Олімпійський чемпіон 1924 року в класі 6 метрів.